# Polynoe acanellae
Polynoe acanellae är en ringmaskart som först beskrevs av Addison Emery Verrill 1885.  Polynoe acanellae ingår i släktet Polynoe och familjen Polynoidae. Inga underarter finns listade i Catalogue of Life.